# غسل أم عزل
وزارة الزراعة الأمريكية (USDA) تتطلّب أنّه في أيّ وقت يتمّ الكشف عن تلوث برازي أثناء معالجة اللّحم والدّواجن، يجب ازالته من الذبيحة. غسل مقابل عزل هو اختصار يستخدم لتمييز النّقاش عن القاعدة التي طُبّقت وفُرضت من قبل وزارة الزّراعة الأمريكيّة في مصانع اللّحوم والدّواجن.لعدة سنوات، كان يتم السماح لمعالجي الدواجن إما بشطف (غسل) أو قطع (عزل) مثل هذا التلوث، ولكن في المقابل تم السماح لمعالجي اللحم البقري بقصها بسكين فقط ولذلك يقولون أن هذا يكلفهم المال بسبب خسارة وزن المُنتَج كما يفرض شرطاً لا يتعين علي منتجي الدواجن الالتزام به؛ فكان المصطلح السياسي لهذا النقاش هو «غسل أم عزل». وفي أوائل عام 1997، أوضحت وزارة الزراعة الأمريكية قاعدة عدم التسامح مع الدواجن وقبل عام من ذلك، سمحت لمصانع اللحم البقري باستخدام طريقة كنس جديدة عالية الحرارة لإزالة التلوث البرازي بدلاً من قطعه.